# Apol·lodor de Constantinoble
Apol·lodor de Constantinoble (en grec Ἀπολλόδωρος) va ser un jurista grecoromà membre de la comissió establerta per l'emperador Teodosi per compilar el Codi Teodosià. L'any 429 tenia els títols de comes i magister memoriae, i el 435 i 438 se'l menciona com comes sacri consistorii. Sembla que no hi ha raons, més enllà del nom i de la proximitat de la data, per relacionar-lo amb un Apol·lodor que era comes rei private sota els emperadors Arcadi i Honori l'any 396, i que va ser procònsol d'Àfrica els anys 399 i 400. A l'Apol·lodor procònsol d'Àfrica Quint Aureli Simmac li va dirigir algunes cartes, que es conserven.